# کن‌آرت
کن‌آرت (به انگلیسی: Cenarth) یک منطقهٔ مسکونی در بریتانیا است که در کارمارتنشر واقع شده‌است. کن‌آرت ۱٬۰۳۰ نفر جمعیت دارد.